# Ma Baker
«Ma Baker» es una canción interpretada por el grupo de música disco Boney M en 1977. La canción se refiere a la legendaria criminal de la década de 1930 Kate "Ma" Barker, pero la letra de la canción no es verídica. La melodía está adaptada a partir de una canción folclórica de Túnez, «Sidi Mansur».

## La canción
El asistente de Frank Farian, Hans-Jörg Mayer, descubrió una popular canción folclórica tunecina, «Sidi Mansour», mientras estaba de vacaciones, y reescribió la canción en una pista disco. La letra de Fred Jay se inspiró en la historia de la legendaria forajida estadounidense «Ma Barker» de la década de 1930, aunque el nombre se cambió a «Ma Baker» porque «sonaba mejor».
Farian volvió a grabar la canción con Milli Vanilli en 1988 y reutilizó ambas voces en off habladas de la canción original en la portada. La versión de Boney M. fue remezclada el mismo año, 1993 y nuevamente en 1998. La canción ha sido versionada varias veces, incluidas Banda R-15 y Knorkator. Las voces del coro «ma ma ma ma» también se muestrearon en «Poker Face» de Lady Gaga.